# Japorã

Japorã este un oraș în Mato Grosso do Sul (MS), Brazilia.
Localitatea a fost fundată în anul 1993.
Se găsește la o altitudine de 357 m și are o suprafață de 458,8 km².
În anul 2004, avea o populație de 4.595 de locuitori, cu o densitate de 10,02 loc./km².  Arhivat în 9 ianuarie 2007, la Wayback Machine.